# 古羅馬競技場

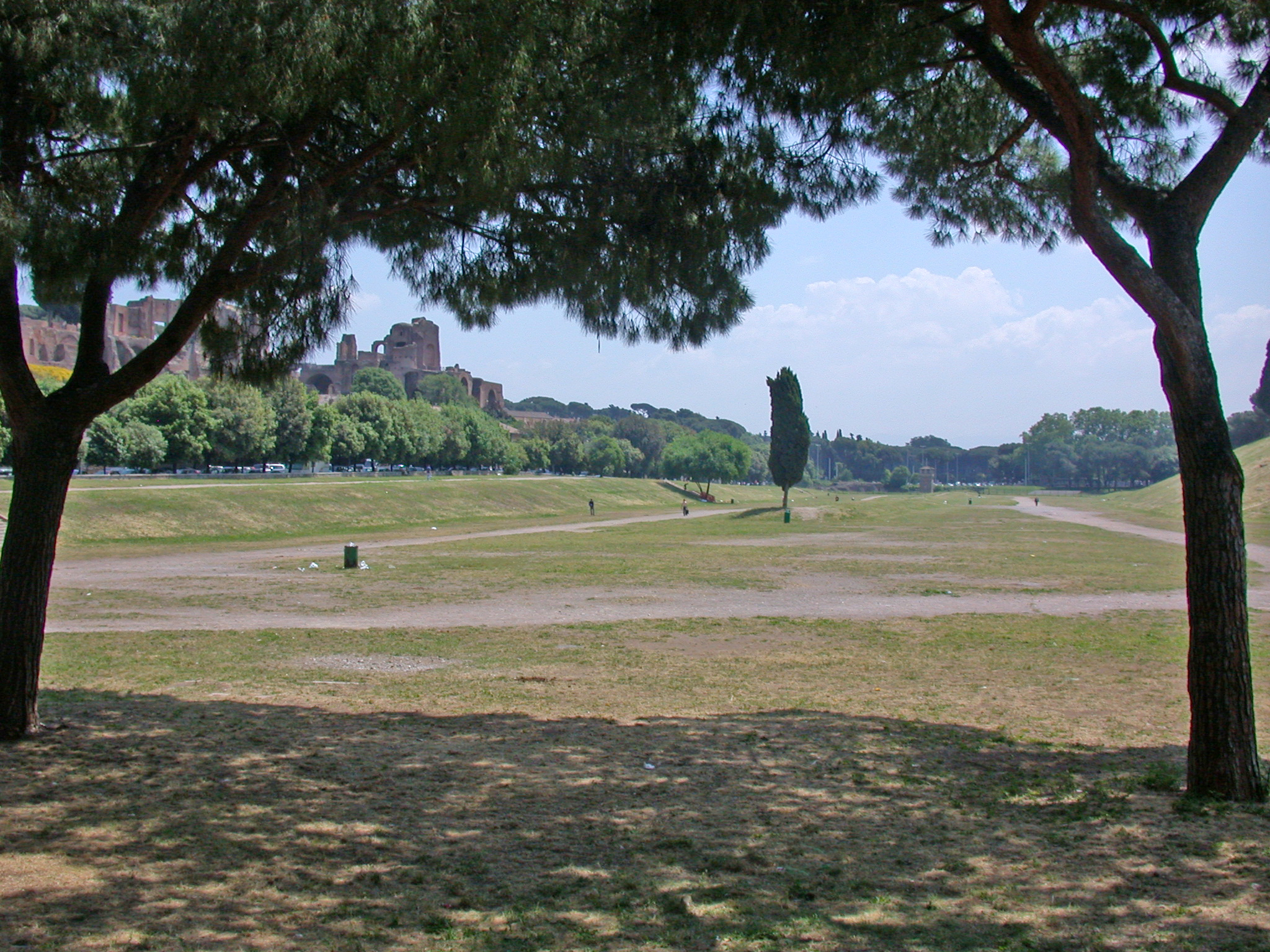
羅馬馬克西穆斯競技場遺址

古羅馬競技場（來自於古典拉丁語中的「circus」一詞）是古羅馬時期的大型露天建築，主要用來舉辦戰車比賽。古羅馬競技場和羅馬劇場、羅馬圓形劇場並列為這一時期主要的公共娛樂設施。類似建築被稱為體育場，主要用來舉辦希臘式體育運動，多分佈在帝國東部的希臘語地區，規模多小於競技場。
據爱德华·吉本稱，羅馬人在5世紀初期時
...仍然視競技場為他們的家、他們的神廟和共和國的寶座。
羅馬競技場通常是矩形，由兩條直線跑道構成。跑道中間的地區被稱為「spina」，多建有紀念柱、雕像或方尖碑。跑道的轉彎處通常有被稱為「meta」的圓錐形柱子。

## 外部連結
- Cyrene
- Ondernemen.in: List of circus-hippodrome structures
- Google Earth file containing several locations